# Christia Sylf
Œuvres principales
- Kobor Tigan't

Christia Sylf, de son véritable nom Christiane Léonie Adélaïde Richard, est une autrice française de romans et nouvelles de fantasy, née le 28 septembre 1924 à Paris et morte le 28 novembre 1980, à Entrevaux (Alpes-de-Haute-Provence).

## Œuvre
Les romans de Christia Sylf relèvent de la pure heroic fantasy.
Kobor Tigan't (1969) et sa suite, Le Règne de Ta (1971), se déroulent il y a 30 000 ans, pendant le règne des Géants, une mythique race pré-Atlantéenne qui nous aurait précédés.
Le troisième ouvrage, Markosamo le Sage (1973), met en scène la réincarnation de ses principaux personnages, mais se déroule il y a 20 000 ans, à l'époque de l'Atlantide.
Un quatrième volume, La Reine au cœur puissant (1979), poursuit l'épopée des précédents personnages dans un nouveau conte se déroulant dans la Chine ancienne, 2 000 ans av. J.-C.
Christia Sylf avait annoncé la suite de l'histoire par la publication de cinq volumes supplémentaires :
- La Geste d'Amoïnen, Chronique d'un barde finlandais, se déroulant en Finlande
- Amiona la Courtisane, Chronique d'une courtisane, qui aurait dû se dérouler dans la Venise de la Renaissance ;
- Ertulie de Fons l'Abîme, Chronique d'une libertine, durant le règne de Louis XIV ;
- L'Apocalypse de Kébélé, un dernier ouvrage en deux volumes, mettant en scène son narrateur immortel (Kébélé) dans un hypothétique futur lointain.

1. Chronique des prémices
2. Chronique du dénouement

Faisant suite aux Chroniques, elle avait également travaillé sur le manuscrit d'un roman  intitulé  L'initié de Louxor, Chronique égyptienne qui se déroulait en Égypte ancienne sous le règne de la reine-pharaon Hatchepsout, et qui fut laissé inachevé mais dont les brouillons ont été retrouvés par l'association Les Amis de Christia Sylf en avril 2007.
Ces dernières œuvres ne furent jamais publiées en raison du décès de la romancière le 28 novembre 1980 à Entrevaux.

## AssociationLes Amis de Christia Sylf
L'association Les Amis de Christia Sylf a été fondée en 2007 dans le but de faire connaître et de promouvoir ses œuvres et de susciter des recherches et des thèses sur l’autrice et son œuvre.

## Publications
- À la jointure des deux lumières, (signé Sylf) , Préface de Valentin Bresle, illustrations originales de l'autrice, édition privée de 200 exemplaires réservés aux souscripteurs + 50 pour la presse, 1960
- Kobor Tigan't, éditions Robert Laffont, collection Les Portes de l'étrange, 1969
- Le Règne de Ta, idem, 1971
- Markosamo le Sage, idem, 1973 ; éditions Le Hierarch, collection Récits initiatiques, 1989
- La Patte de chat, recueil de nouvelles fantastiques, éditions Robert Laffont, 1974
- La Reine au cœur puissant, éditions Robert Laffont, collection Les Portes de l'étrange, 1979